# Peter Stein
Peter Stein (Berlino, 1º ottobre 1937) è un regista teatrale tedesco.
Si è prodotto anche come attore teatrale e regista d'opera lirica.

## Biografia
È annoverato tra i più importanti artefici del teatro tedesco ed europeo nella seconda metà del Novecento, in particolare nel grande impeto creativo degli anni settanta, per aver realizzato progetti monumentali e spesso in spazi inconsueti.
Nel 1970 fonda il collettivo teatrale della Schaubühne am Halleschen di Berlino Ovest, che ha guidato fino al 1985. Il gruppo, del quale fanno parte interpreti d'eccezione come Bruno Ganz, Edith Clever, Jutta Lampe, Michael König, realizza messinscene trasgressive che stravolgono la struttura dello spazio teatrale e scenico. Oltre a "riscrivere" testi classici antichi e moderni, allestisce nuovi spettacoli che esplorano linguaggi e temi imbarazzanti per il senso comune dell'epoca.
Tra le opere più significative di quel periodo Peer Gynt di Henrik Ibsen (1971), Il principe di Homburg di Heinrich von Kleist (1972), I villeggianti di Maksim Gor'kij (1974), Come vi piace di William Shakespeare (1977), Orestea di Eschilo (1980, riallestita trionfalmente in lingua russa a Mosca nel 1994 con la Compagnia dell'Armata Rossa. Quest'ultimo è il capolavoro in cui il regista abolisce la scena, sostituita dal muro del Palazzo, collocando il coro in mezzo agli spettatori seduti su gradini.
Nato a Berlino, Stein vive l'infanzia in piena epoca nazista. Suo padre Herbert è direttore della fabbrica di Alfred Teves, una industria di motocicli che è stata adibita dal regime alla costruzione di componenti automobilistiche. Herbert comanda 250.000 lavoratori forzati. Ma, nonostante ciò, aderisce clandestinamente alla Bekennende Kirche (Chiesa confessante), un gruppo di resistenza. Questi eventi hanno un profondo effetto sulla formazione e sulla vita di Stein.
Stein comincia a lavorare a Monaco dietro le quinte come tecnico, guadagnando a poco a poco ruoli sempre più importanti. A trent'anni, nel 1967, debutta come regista al Werkraumtheater con il provocatorio Saved di Edward Bond, spettacolo che ottiene grandi consensi dalla critica.
Impegnato politicamente, Stein continua a dirigere piéce "anarchiche" e liriche come Discorso sul Vietnam di Peter Weiss (in pieno 1968), Nella giungla delle città di Bertolt Brecht, Early Morning  di Bond, Il bel chicchirichì di Seán O'Casey, e Torquato Tasso di Goethe.
Nel suo "incontro" con Anton Čechov, del quale propone Tre sorelle (1984), Il giardino dei ciliegi (1989 e 1996) e Zio Vania (nel 1996 al Teatro Argentina di Roma), Stein rivela una inesplorata comicità nella tragedia dell'autore russo.
Dopo Roberto Zucco di Bernard-Marie Koltès (1990) e alcune regie di opere verdiane, dal 1992 al 1997 ha diretto la sezione prosa del Festival di Salisburgo, dove ha inscenato grandi spettacoli scespiriani. Del 2000 è la sua più imponente e recente opera, Faust I & II, messinscena integrale del testo di Goethe in sette giornate all'Expo di Hannover.
Il regista, che vive ormai da anni in Italia (ha sposato l'attrice Maddalena Crippa), è stato insignito di numerosi riconoscimenti internazionali, tra i quali l'onorificenza francese di Commandeur de l'Ordre des Arts et Lettres et Chevalier de la Légion D'Honneur.
Nel 2021 ha pubblicato con Gianluigi Fogacci Un'altra prospettiva. La vita e il teatro di un Maestro con Manni. 

## Premio Europa per il Teatro
Nel 2011 viene insignito del Premio Europa per il teatro, a San Pietroburgo, con la seguente motivazione:
Il XIV Premio Europa per il Teatro assegnato a Peter Stein celebra la carriera di uno dei più importanti artefici del teatro tedesco ed europeo della seconda metà del Novecento.

Dalla fine degli anni ’60, Peter Stein, guida e ‘demiurgo’ di uno straordinario collettivo, riesce a rinnovare il teatro tedesco e di area germanica restituendogli un ruolo nel quale la ricerca, il lavoro sull’attore e sullo spazio scenico, sui testi e sul tempo della messa in scena, diventano - nel solco di una tradizione tedesca e centroeuropea - provocazione, politica, filologia, espressione artistica condivisa, disvelamento della storia e riconsiderazione della funzione critica e sociale del teatro nel presente. L’esperienza del ‘suo’ collettivo, approdato nel 1970 alla Schaubühne di Berlino con attori come Bruno Ganz, Edith Clever, Jutta Lampe, Michael König, ridefinisce, in termini molto presto riconoscibili come steiniani, il significato del lavoro teatrale: le riletture di Ibsen, von Kleist, Brecht, Gorky, Shakespeare, Eschilo, Čecov, che si alternano alla messa in scena di autori come Edward Bond, Peter Handke, Botho Strauss, maturano con un impianto, un metodo e delle scelte nelle quali Stein indica ai suoi attori e collaboratori una traiettoria artistica e politica, comune e coinvolgente, che segna un preciso periodo della scena berlinese ed europea. Da allora, Peter Stein, continuando a spaziare dal mito ai classici, dalla drammaturgia contemporanea alla lirica e al confronto con il cinema, attraverso un lavoro rigoroso e incessante - una ricerca che non conosce cedimenti né barriere geografiche e linguistiche - continua a restituire al teatro europeo riscritture e opere di tale esemplare intensità e significato da farci considerare il teatro come un corpo vivo, attivo e ben presente nella nostra epoca. La vitalità di Peter Stein, la sua vasta cultura ed il suo interesse per ogni ambito del lavoro teatrale, negli ultimi anni lo hanno indirizzato verso nuove creazioni ed attività: svariate regie d’opera, con particolare attenzione per il repertorio russo, paese nel quale aveva riproposto, riadattandola, una memorabile Orestea; un saggio di successo, Mon Tchekhov, e una riflessione sul suo lavoro contenuta nel libro-intervista Essayer encore, échouer toujours, realizzato insieme a Georges Banu. Da alcuni anni, dopo il matrimonio con l’attrice Maddalena Crippa, Stein abita in Italia; qui, tra altri impegni europei e italiani, ha realizzato, curandone coraggiosamente anche gli aspetti produttivi, un Faust Fantasia da Goethe, e una riscrittura scenica de I Demoni di Dostoevskij, considerata sin dal debutto il migliore spettacolo teatrale realizzato in tempi recenti; segno di grande sapienza e di uno spirito di ricerca incessante che, uniti, continuano a offrire prospettive, insegnamenti e stimoli al teatro di ogni parte del mondo.
In quell'occasione mette in scena The Broken Jug (La brocca rotta) di Heinrich von Kleist, una performance del Berliner Ensemble Theatre, al Baltic House Theatre-Festival di San Pietroburgo, e Faust-Fantasia da J. W. Goethe, voce Peter Stein, piano Arturo Annecchino, al Teatro Aleksandrinskij.
Nel 2017, per la XVI edizione del Premio, propone un Richard II da W. Shakespeare, una produzione del Teatro Metastasio di Prato, al Teatro Nazionale (Opera di Roma).